# Ophisops elbaensis
Ophisops elbaensis là một loài thằn lằn trong họ Lacertidae. Loài này được Schmidt & Marx mô tả khoa học đầu tiên năm 1957.